# Mandarín

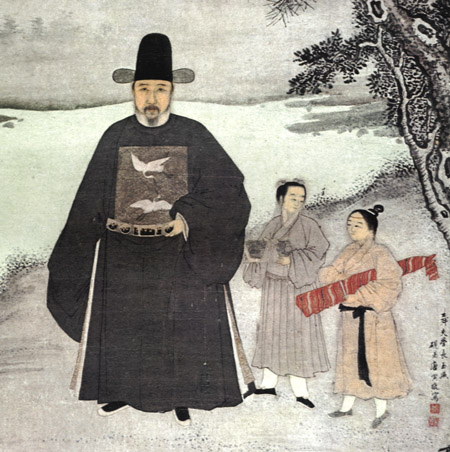
Portrét úředníka z období říše Ming Jiang Shunfua z 15. století. Jeřábi na jeho mandarínském čtverci označují postavení civilního úředníka šesté hodnosti.

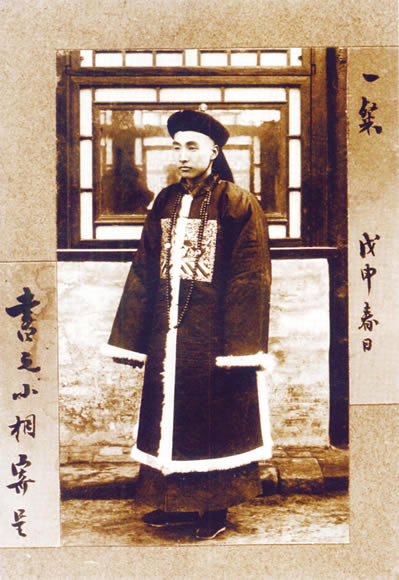
Fotografie čchingského vládního úředníka s mandarínským čtvercem na hrudi

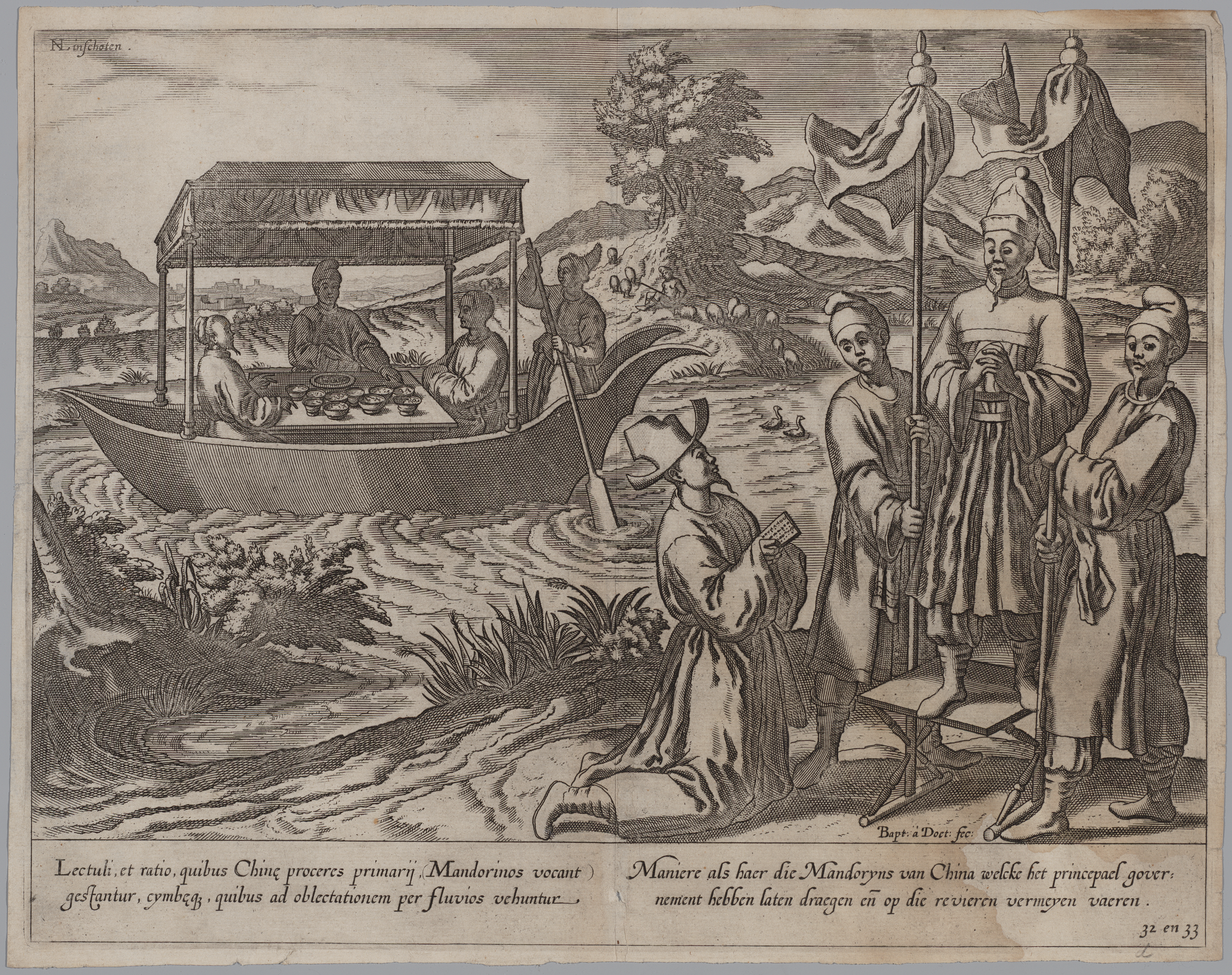
Mandarín cestující lodí, Baptista van Doetechum, 1604

Mandarín byl učeným hodnostářem ve většině dějinných období Číny, Koreje a Vietnamu.
Termín se obecně vztahuje na úředníky jmenované prostřednictvím císařských úřednických zkoušek; někdy zahrnuje a někdy vylučuje eunuchy, kteří se také podílejí na řízení obou říší.

## Etymologie
Termín mandarín pochází z portugalského mandarim (ve staré portugalštině psaný mandarin s výslovností [mɐ̃n.ðaˈɾĩn]). Portugalské slovo bylo použito v jedné z prvních portugalských zpráv o Číně – dopisů skupiny kolem prvního portugalského vyslance v Číně (v Kantonu) Tomého Pirese, které byly s největší pravděpodobností napsány v roce 1524 a v Castanhedově spisu História do descobrimento e conquista da Índia pelos portugueses (cca 1559). Matteo Ricci, který vstoupil na pevninskou Čínu z portugalského Macaa v roce 1583, potvrdil, že Portugalci toto pojmenování pro státní úředníky užívali.
Dříve se portugalský termín vysvětloval odvozením od slova mandador („ten, kdo velí“) a mandar („velet“), z latinského mandare. Moderní slovníky se však shodují na tom, že šlo spíše o výpůjčku z malajštiny [ˈMəntəri], ze sanskrtského mantri (dévanágarí: मंत्री, což znamená „poradce“ nebo „ministr“ – etymologicky spojený s mantrou).
V 16. století, předtím, než se pojem mandarín rozšířil v evropských jazycích, se v cestovních zprávách Evropanů často používalo slovo Loutea (s různými pravopisnými variantami), které odkazovalo na čínské učence. Často se používá například v Galeoteho Pereiry spisu o vlastních osudech v Číně v letech 1548–1553, který byl v Evropě publikován v roce 1565, nebo (jako Louthia) v Pojednání o Číně (1569) Gaspara da Cruz. Tento termín pro úřednické učence dále šířil i Juan González de Mendoza v Historii velkého a mocného čínského království a jeho situace (1585), hlavního zdroje informací o Číně v Evorpě v 16. století. Historik C. R. Boxer tvrdí, že slovo pochází z čínského 老爷(čínsky: lǎoye; v dialektu Amoy ve městě Sia-men: Lo-TIA, v dialektu Čchüan-čou: Lau-tia), které běžně používají lidé v Číně při oslovení úředníků.
V Evropě je termín mandarín spojován s konceptem úředníka-učence, který se kromě plnění státních služeb angažuje také v poezii, literatuře a konfuciánském učení.
Úřední jazyk říší Ming a Čching byl evropskými misionáři nazýván „mandarínským jazykem“ (čínsky Guanhua „jazyk úředníků“). Termín „mandarínština“ se také (chybně) používá k označení moderní standardní čínštiny a na širší skupinu mandarínských dialektů, kterými se mluví v severní a jihozápadní Číně.

## Dějiny
V letech 605 až 1905 byly mandaríni vybíráni prostřednictvím mimořádně přísného císařského systému úřednických zkoušek.
Čína měla státní úředníky přinejmenším od dynastie Čou. Většina vysoce postavených pozic však byla obsazena příbuznými panovníka a šlechty. nejpozději za dynastie Tchang však byl zaveden systém devíti hodností. Mandaríni byly zakladateli a jádrem nové čínské šlechty. Vládní úřad (například ústřední vládní úřad nebo provinční civilní gubernie) v čele s mandarínem se nazývá yamen. Mandaríni byli po pádu říše Čching nahrazeni moderním úředním aparátem.
Když se Vietnam osvobodil od čínské nadvlády a založil vlastní nezávislou monarchii, napodobil čínský systém mandarínů ve své státní službě. Poslední mandaríni v historii státu Vietnam sloužili v letech 1949–1955.

## Hodnosti za dynastie Čching
Dynastie Čching (1644–1912) rozdělila státní úřady na civilní a vojenské, obě měly devět hodností, přičemž každá z nich byla rozdělena na primární a sekundární kategorii. Civilní hodnosti sahaly od císařského komorníka neboli Velkého tajemníka v Zakázaném městě (nejvyšší) až po funkce krajského soudce, prefekturního výběrčího daní, zástupce dozorce vězení, zástupce policejního komisaře nebo daňového kontrolora. Vojenské hodnosti sahaly od polního maršála neboli Komorníka císařské osobní stráže až po seržanta třetí třídy, desátníka nebo soukromého vojáka první nebo druhé třídy.
V následující tabulce je zkratka „ na“ znamená příslušníka primární (vyšší) hodnosti (正n品) a nb pak držitele sekundární (nižší) (從n品).
| Hodnost | Civilní funkce | Vojenské funkce                                                                    |
| ------- | --- | ---------------------------------------------------------------------------------- |
| 1a      | císařští komorníci, velcí tajemníci                                                                                     | polní maršálové, komorníci císařského tělesného strážce                            |
| 1b      | zástupci císařských komorníků, komorníci dědice trůnu, předsedové soudů, rad a cenzorů                                  | generálporučíci, provinční vrchní velitelé čínské armády                           |
| 2a      | zástupci komorníků dědice trůnu, viceprezidenti soudů, rad, ministři císařské domácnosti, generální guvernéři provincií | generál-kapitáni, velitelé divizí, brigádní generálové                             |
| 2b      | kancléři císařské domácnosti a akademie Chan-lin, vrchní finanční, provinční nebo pomocní guvernéři                     | generálmajor, plukovníci                                                           |
| 3a      | pomocní viceprezidenti cenzury, provinční soudci                                                                        | brigádní generálové dělostřelectva a mušketýrů a skautů, plukovníci divize praporu |
| 3b      | ředitelé císařské hodovní síně, císařských hřebčínů, kontroloři soli                                                    | velitelé brigád mimo Peking                                                        |
| 4a      | ředitelé a pomocní ředitelé císařské domácnosti, dvora, censorští úředníci a úředníci pro zahraniční styky              | podplukovníci dělostřelectva, mušketýrů a skautů, kapitáni policie v Pekingu       |
| 4b      | instruktoři ve Velkém sekretariátu akademie Chan-lin, prefekti                                                          | kapitáni, pomocní majordomové v knížecích palácích                                 |
| 5a      | zástupci vedoucích instruktorů v akademii Chan-lin, podprefekti                                                         | policejní kapitáni, poručíci nebo nadporučíci                                      |
| 5b      | pomocní instruktoři and knihovníci, cenzoři                                                                             | poručíci stráže bran, podkapitáni                                                  |
| 6a      | vychovatelé a učitelé, sekretáři, obecní strážníci                                                                      | osobní strážci, poručíci dělostřelectva, mušketýrů a skautů                        |
| 6b      | pomocní tajemníci v císařských úřadech zástupci provinčních subprefektů, buddhističtí a taoističtí kněží                | zástupci policejních poručíků                                                      |
| 7a      | asistenti policejních soudců, studijních úředníci, ředitelé studií v Pekingu, okresní soudci                            | úředníci stráže městských brán, poručíci                                           |
| 7b      | sekretáři v kancelářích pomocných guvernérů, kontrolorů soli a dopravních stanic                                        | pomocníci majordomů ve šlechtických palácích                                       |
| 8a      | asistent okresního soudce, sekretáři prefektury, okresní studijní ředitelé                                              | praporčíci                                                                         |
| 8b      | zástupci ředitele pro studie, archiváři v úřadu kontroly soli                                                           | seržanti první třídy                                                               |
| 9a      | ředitelé věznic, okresní registrátoři, prefekturní archiváři                                                            | seržanti druhé třídy                                                               |
| 9b      | prefekturní výběrčí daní, zástupce ředitelů věznic, zástupci policejních komisařů, vyšetřovatel daní                    | seržanti třetí třídy, desátníci, vojíni první a druhé třídy                        |

Během dynastie Čching měl guvernér čínské provincie jako znak hodnosti mandarínský klobouk zdobené rubíny. Nižší hodnosti nosily klobouky s korály, safíry, lapis lazuli, bílým nefritem, zlatem a stříbrem.

## Zajímavosti
V českých zemích byla měděná plastika mandarína dříve k vidění na vrcholu Čínského pavilonu v pražském parku Cibulka.